# Abáká ilhán
Abáká kán (1234 februárja – 1282. április 1.), mongolul: Абаха vagy Абага, modern perzsa ejtéssel Abágá hán, perzsa ilhán (mongolul: Персийн Ил Хан), mongol kán, Dzsingisz kán dédunokája, Hülegü kán fia, az Irán központú Ilhánida Birodalom (mongolul: Ил Хан улс) második uralkodója volt.

## Származása és házassága
Hülegü és befolyásos, nesztoriánus keresztény felesége, Dokuz Hatun gyermeke volt. Bár apjához hasonlóan lazán követett buddhizmus jellemezte, édesanyja hatására – és politikai okokból – mindvégig jóindulatot mutatott a keresztény alattvalói iránt. Hülegü 1256-ban vette át az iráni területek feletti irányítást, és birodalmában kedvelt fiát is állami feladattal ruházta fel, amikor Turkesztán kormányzójává nevezte ki. Abáká 1265 februárjában örökölte a trónt. Atyja halálát követően érkezett csak az udvarába az a bizánci követség, ami Hülegü és VIII. János (Ióannész) megegyezése értelmében ez utóbbi törvénytelen lányát, Palaiologina Máriát hozta el a kán számára feleségül, ám a mongol uralkodó elhunyta miatt végül utódja, Abáká vette feleségül a hölgyet. Mária a kán haláláig az udvarában maradt, és a szintén 1265-ben elhunyt anyakánné szerepét töltötte be mint a birodalom keresztényeinek védelmezője és afféle vallási vezető.

## Kapcsolatok a mongol utódállamokkal
Abáká, aki nagybátyja, Kubiláj nagykán alattvalójának vallotta magát, atyjától örökölte meg az Arany Horda elleni háborút, ugyanis annak vezetője, Berke kán korábban áttért az iszlámra és szövetségre lépett az ilhánok nagy ellenségével, az Egyiptomot és Szíriát ellenőrző Mamlúk Birodalommal, melynek katona-utánpótlásában is kulcsfontosságú szerepet játszott. Abáká a kaukázusi hadszíntéren győzelmet aratott ellenfelei felett, de komolyabb területi változás nem történt, és Berke 1267-es halálával a konfliktusnak is vége szakadt.
1269-ben a keleti határvidéken kezdődött háború a csagatájida Barak kán ellen, aki korábban kénytelen volt Kaiduval megosztozni transzoxániai területein, és Abáká rovására próbált terjeszkedni. Az első horászáni összecsapás 1269-ben Barak győzelmével végződött, de 1270-ben Herátnál az ílhánida sereg diadalmaskodott, és a csagatájida kán rövidesen meg is halt. Utódai a kínai ügyekkel foglalkozó, Kubiláj ellen lázongó Kaidu bábjai voltak, és nem tudtak hatékonyan védekezni Abáká folyamatos betöréseivel szemben. Uralkodása végén Abákának a mai Afganisztán területéről érkező törzsi támadásokkal is meg kellett birkóznia.

## Európai kapcsolatok

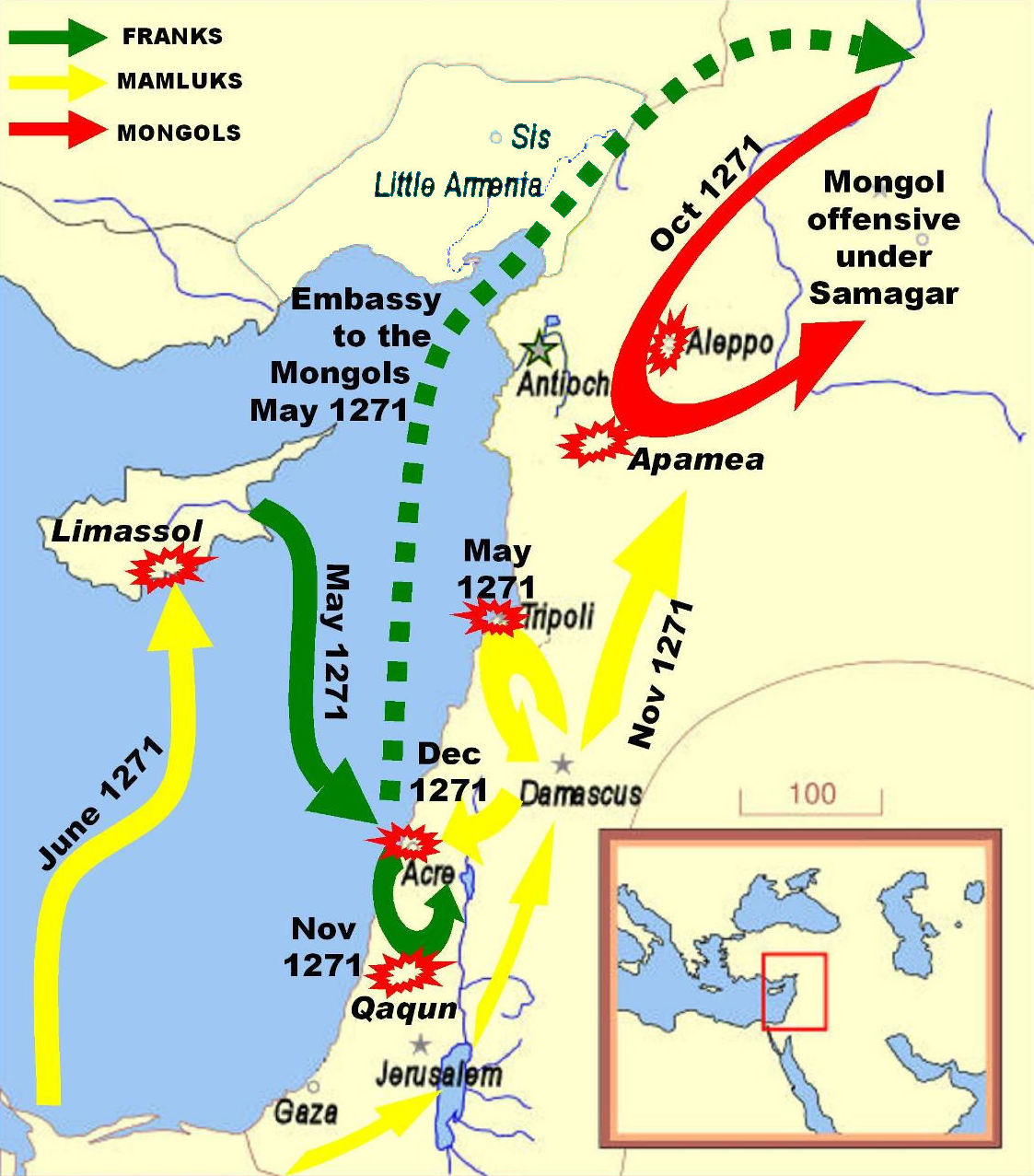
Az 1271-es hadjárat térképe (zöld: Edward hadműveletei; piros: mongol hadműveletek; zöld: Bajbarsz hadműveletei)

A mongol terjeszkedés 1260-ban az Ajn Dzsálút-i és I. homszi csata súlyos csapást szenvedett a Mamlúk Birodalom részéről, ám Hülegü és Abáká sokáig nem gondolhatott a visszavágásra az Arany Horda ellen északon és másutt vívott harcaik miatt. Abáká atyja nyomdokain haladva igyekezett erősíteni a diplomáciai kapcsolatait az európai keresztény hatalmakkal, különösen a híresen vallásos IX. (Szent) Lajos francia királlyal, aki az 1250-es években már vezetett egy keresztes hadjáratot a Közel-Keletre. A tervezett mongol-francia szövetség azonban nem jött létre, mivel Lajos 1270-ben inkább Tunisz ellen vonult, remélve, hogy onnan sikerül megszorongatnia Egyiptomot. Hadjárata azonban a vérhas és a helyi emír ellenállása miatt kudarcba fulladt. Abáká IV. Kelemen és X. Gergely pápákkal szintén aktív kapcsolatot ápolt, követei meg is jelentek az 1274-es lyoni zsinaton, ahol emlékeztették a megjelenteket a kán keresztény szimpátiáira és a muszlimok legyőzésére szőtt terveire.

## Harcok Szíriában és Palesztinában
Eközben Abáká mamlúk vetélytársa, az-Záhir Bajbarsz okult a korábbi támadásokból, és az évek előrehaladtával szisztematikusan elfoglalta a keresztesek palesztinai várait és kikötőit, ráadásul az 1260-ban ílhánidák mellé állt Kis-Örményországot az 1266-os mari csatában végzetesen meggyengítette, 1268-ban pedig elragadta Antiochia városát. A mongol kán végül csak két expedíciót tudott a Szentföldre csábítani a segítség felajánlásával, de egyik sem ért el sikert. I. Jakab aragóniai király egy hajóit Aigues-Mortes-ban kikötésre kényszerítő vihar miatt csak fiait küldte kis erők élén Akkóba, ahol ők kevesebb mint egy hónapot időztek 1269 decemberében, és Bajbarsz erődemonstrációja elől jobbnak látták hazatérni.
Az angol trónörökös, Lord Edward, a későbbi I. Eduárd angol király 1271-es támadása sem járt sokkal nagyobb sikerrel, bár Abáká ezúttal anatóliai seregeinek egy részét a keresztesek rendelkezésére bocsátotta. A mongolok Szíria északi vidékeit pusztították, de Edward nem tudta összehangolni európai és ázsiai katonáinak mozgását, így a mongolok visszavonultak, mielőtt Bajbarsz ellentámadásba lendült, és rövidesen Lord Edward is hazatért.

## Anatóliai küzdelem
Abákának birodalma vazallusaival, az anatóliai szeldzsukokkal is meggyűlt a baja. A hatalom Kayseriben egy régens, a rangjáról elnevezett Perváne Szulejmán kezében volt. A Perváne igyekezett lavírozni Bajbarsz és Abaka között, végül a mamlúk szultánnak ajánlotta fel a segítségét. Ez a területi nyereség mellett az Ilhánida Birodalom meggyengítésével és egy újabb szövetséges megszerzésével kecsegtetett, így 1277-ben megindult a mamlúk hadjárat Anatólia felé. Áprilisban az ilhánida seregek Elbisztánban súlyos vereséget szenvedtek Bajbarsztól, ám a Perváne – akinek jellemző módon a mongolok is várták támogatását – nem vett részt a harcban. Bajbarszot így hiába kiáltották ki Rüm szultánjává, rövidesen kivonult Abáká közeledésének hírére. A kán a szeldzsukokon állt véres bosszút, és a köpönyegforgató Szulejmánt is kivégeztette.

## Szíriai betörések
Abáká 1280-ban III. Leó örmény király és a johanniták szövetségeseként ismét lerohanta a mamlúkok szíriai területeit: Bagraszt és Darbszakot megszerezve október 20-án bevette Aleppót, és miután kisebb győzelmeket aratott a helyi mamlúk erőkkel szemben, kivonult azzal, hogy a következő évben visszatér. Az új szultán, al-Manszúr Kaláún azonban felkészült a támadásra, és mind Akkó vezetőivel, mind VII. Bohémond tripoli gróffal tíz évre szóló békeszerződést kötött. A mongolok így csak örmény, grúz és johannita szövetségeseikre számíthattak. Abáká seregét Mengütemir vezette, míg Kalávún személyesen állt hadai élére. A két hadsereg október 29-én találkozott a II. homszi csatában, ahol a mamlúkok súlyos veszteségek árán végül megfutamították Abáká erőit.

## Utódlása
Abákát 1282-ben valószínűleg meggyilkolták, felesége, Palaiologina Mária pedig hazamenekült Konstantinápolyba, ahol egy szerényebb kivitelű monostor helyén megalapította a ma is álló Panagia Mukhliótissza templomot és zárdát, ahova élete végéig visszavonult. Abáká utódja fivére, Ahmad Tegüder volt, aki trónra lépve áttért az iszlámra, és Ahmad szultán néven uralkodott – unokaöccse, Argún azonban Kubiláj segítségével két éven belül megbuktatta, és visszatért Abáká Egyiptom-ellenes politikájához.